# Lars Johan Hagman
Lars Johan Hagman, född 11 oktober 1858 i Ransäters socken i Värmlands län, död 28 januari 1940 i Borlänge och Domnarvets kyrkobokföringsdistrikt, var en svensk socialdemokrat och person inom svensk fackföreningsrörelse.

## Biografi
Lars Johan Hagman var aktiv inom arbetarrörelsen och var före storstrejklen 1909 valsmästare vid Domnarvets järnverk. Från 1910 till 1927 var han expeditör på avdelning 63 av Metallarbetareförbundet.
Han var nämndeman från 1906 till sin död, landstingsman 1912–1932 och ledamot av Riksdagens andra kammare 1914–1919.